# Hans Günther
Hans Günther (Erfurt, 22 de agosto de 1910 – 5 de mayo de 1945) fue un oficial alemán de las SS nazis que sirvió como Sturmbannführer (Mayor) y que actuó como Delegado de Adolf Eichmann en el holocausto judío de la Segunda Guerra Mundial.
Günther ingresó a la SS nazi con el número 290.129 y al Partido Nazi con el número 119.925.  Su último ascenso fue a SS Sturmbannführer (Mayor) el 9 de noviembre de 1941.
Ejerció como Delegado de la Sección IVB4, para los territorios de Bohemia-Moravia y responsable de la deportación de los judíos de esa localidad.
El 5 de mayo de 1945, fue capturado por partisanos checoslovacos y ahorcado en el acto.
Fue hermano mayor del SS Sturmbannführer Rolf Günther.